# Varginha (tiểu vùng)
Varginha là một tiểu vùng thuộc bang Minas Gerais, Brasil. Tiều vùng này có diện tích 7599 km², dân số năm 2007 là 405363 người.